# Drymonia ecuadorensis
Drymonia ecuadorensis är en tvåhjärtbladig växtart som beskrevs av Wiehler. Drymonia ecuadorensis ingår i släktet Drymonia och familjen Gesneriaceae. Inga underarter finns listade i Catalogue of Life.